# Алби сир Шеран
Алби сир Шеран (фр. Alby-sur-Chéran) насеље је и општина у источној Француској у региону Рона-Алпи, у департману Горња Савоја која припада префектури Анси.
По подацима из 2011. године у општини је живело 2.049 становника, а густина насељености је износила 312,35 становника/km². Општина се простире на површини од 6,56 km². Налази се на средњој надморској висини од 399 метара (максималној 606 m, а минималној 360 m).

## Демографија
| 1962. | 1968. | 1975. | 1982. | 1990. | 1999. | 2011. |
| ----- | ----- | ----- | ----- | ----- | ----- | ----- |
| 810   | 782   | 799   | 1.014 | 1.224 | 1.630 | 2.049 |

График промене броја становника у току последњих година